# Бетал
Бетал (фр. Beutal) насеље је и општина у источној Француској у региону Франш-Конте, у департману Ду која припада префектури Монбелијар.
По подацима из 2011. године у општини је живело 278 становника, а густина насељености је износила 48,1 становника/km². Општина се простире на површини од 5,78 km². Налази се на средњој надморској висини од 335 метара (максималној 469 m, а минималној 310 m).

## Демографија
| 1962. | 1968. | 1975. | 1982. | 1990. | 1999. | 2011. |
| ----- | ----- | ----- | ----- | ----- | ----- | ----- |
| 147   | 162   | 163   | 216   | 215   | 199   | 278   |

График промене броја становника у току последњих година